# Anoplognathus viriditarsis
Anoplognathus viriditarsis är en skalbaggsart som beskrevs av Leach 1815. Anoplognathus viriditarsis ingår i släktet Anoplognathus och familjen Rutelidae. Inga underarter finns listade i Catalogue of Life.